# Crambidia pallida
Crambidia pallida là một loài bướm đêm thuộc phân họ Arctiinae, họ Erebidae.